# Canato do Naquichevão
O Canato do Naquichevão (em persa: خانات نخجوان; em azeri: Naxçıvan xanlığı; em armênio/arménio: Նախիջեւանի խանութիւն) foi um canato estabelecido pelo Império Afexárida em 1747. O território do canato correspondia à maior parte da atual República Autônoma do Naquichevão e à província de Vaiose Zor da atual Armênia. Recebeu o nome de seu principal assentamento, a cidade de Naquichevão. 